# Egberto Gismonti
 (avril 2020).
La mise en forme du texte ne suit pas les recommandations de Wikipédia : il faut le « wikifier ».
Les points d'amélioration suivants sont les cas les plus fréquents. Le détail des points à revoir est peut-être précisé sur la page de discussion.
- Les titres sont pré-formatés par le logiciel. Ils ne sont ni en capitales, ni en gras.
- Le texte ne doit pas être écrit en capitales (les noms de famille non plus), ni en gras, ni en italique, ni en « petit »…
- Le gras n'est utilisé que pour surligner le titre de l'article dans l'introduction, une seule fois.
- L'italique est rarement utilisé : mots en langue étrangère, titres d'œuvres, noms de bateaux, etc.
- Les citations ne sont pas en italique mais en corps de texte normal. Elles sont entourées par des guillemets français : « et ».
- Les listes à puces sont à éviter, des paragraphes rédigés étant largement préférés. Les tableaux sont à réserver à la présentation de données structurées (résultats, etc.).
- Les appels de note de bas de page (petits chiffres en exposant, introduits par l'outil «  Source ») sont à placer entre la fin de phrase et le point final[comme ça].
- Les liens internes (vers d'autres articles de Wikipédia) sont à choisir avec parcimonie. Créez des liens vers des articles approfondissant le sujet. Les termes génériques sans rapport avec le sujet sont à éviter, ainsi que les répétitions de liens vers un même terme.
- Les liens externes sont à placer uniquement dans une section « Liens externes », à la fin de l'article. Ces liens sont à choisir avec parcimonie suivant les règles définies. Si un lien sert de source à l'article, son insertion dans le texte est à faire par les notes de bas de page.
- La présentation des références doit suivre les conventions bibliographiques. Il est recommandé d'utiliser les modèles {{Ouvrage}}, {{Chapitre}}, {{Article}}, {{Lien web}} et/ou {{Bibliographie}}. Le mode d'édition visuel peut mettre en forme automatiquement les références.
- Insérer une infobox (cadre d'informations à droite) n'est pas obligatoire pour parachever la mise en page.

Pour une aide détaillée, merci de consulter Aide:Wikification.
Si vous pensez que ces points ont été résolus, vous pouvez retirer ce bandeau et améliorer la mise en forme d'un autre article.
 (avril 2009).
Améliorez-le ou discutez des points à vérifier. 
Egberto Gismonti (né en 1947 à Carmo, RJ, Brésil) est un compositeur, guitariste et pianiste brésilien.

## Biographie

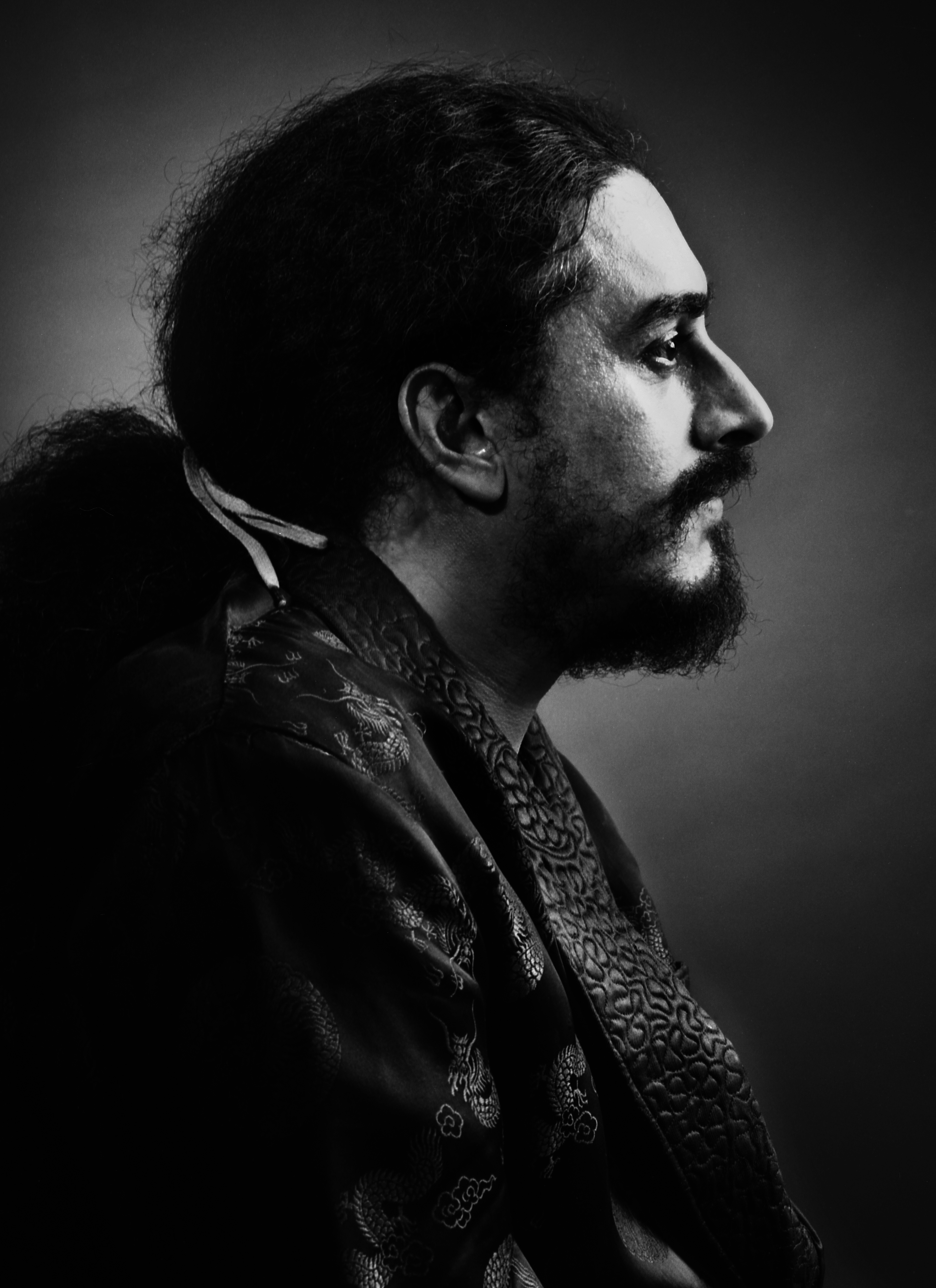
Egberto Gismonti en 1988, par Gert Chesi.

Il commence ses études en musique à l'âge de six ans au piano. Après avoir étudié la musique classique pendant 15 ans, il vit à Paris pour étudier avec Nadia Boulanger (orchestration et analyse), et le compositeur Jean Barraqué, un disciple d'Arnold Schoenberg et d'Anton Webern. Nadia Boulanger l'incite à introduire des formes brésiliennes dans sa musique.
Après son retour au Brésil, Gismonti découvre des horizons plus larges que ceux du monde classique de la musique. Il est alors attiré par des idées d'orchestration et d'accords complexes à la façon de Maurice Ravel, ainsi que par le choro, une musique instrumentale brésilienne populaire où divers types de guitares interviennent. Pour jouer cette musique, il passe du piano à la guitare, commençant sur l'instrument à 6 cordes et en passant à la 8 cordes en 1973. Pendant deux ans, il expérimente différentes sortes d'accord et cherche de nouveaux sons, ce qui se reflète dans son utilisation de flûtes, de kalimbas, du shō, de la voix, des cloches, etc.
En 1976, il compose la musique du film documentaire Raoni.
Au début des années 1970, il pose les bases de sa conception actuelle en écoutant des musiciens tels que Leo Brouwer et Jimi Hendrix. Pour lui, l'œuvre de Jimi Hendrix est la preuve que la musique populaire et la musique classique sont compatibles: « Il n'y a pas de différence entre les deux styles de musique… ». Autre illustration de cette démarche, toujours en 1970, sa collaboration avec Marie Laforêt, dont il dit qu'elle aura été déterminante pour sa carrière,. Il devient le directeur musical de ses tournées, en France comme à l'international, et signe pour elle de nombreuses compositions, dont témoignent plusieurs enregistrements studio.
Dans les années 1980, il collabore de nombreuses fois avec Naná Vasconcelos, et de nombreux musiciens européens, notamment Jan Garbarek, enregistrant pour le label de jazz ECM.
Il est marié de 1968 à 1976 à la chanteuse Dulce Nunes, qui participe à certains de ses albums.
Il se remarie ensuite avec l'actrice Rejane Medeiros (pt), avec laquelle il a eu deux enfants, Alexandre Gismonti (pt) et Bianca Gismonti (pt), tous deux musiciens.

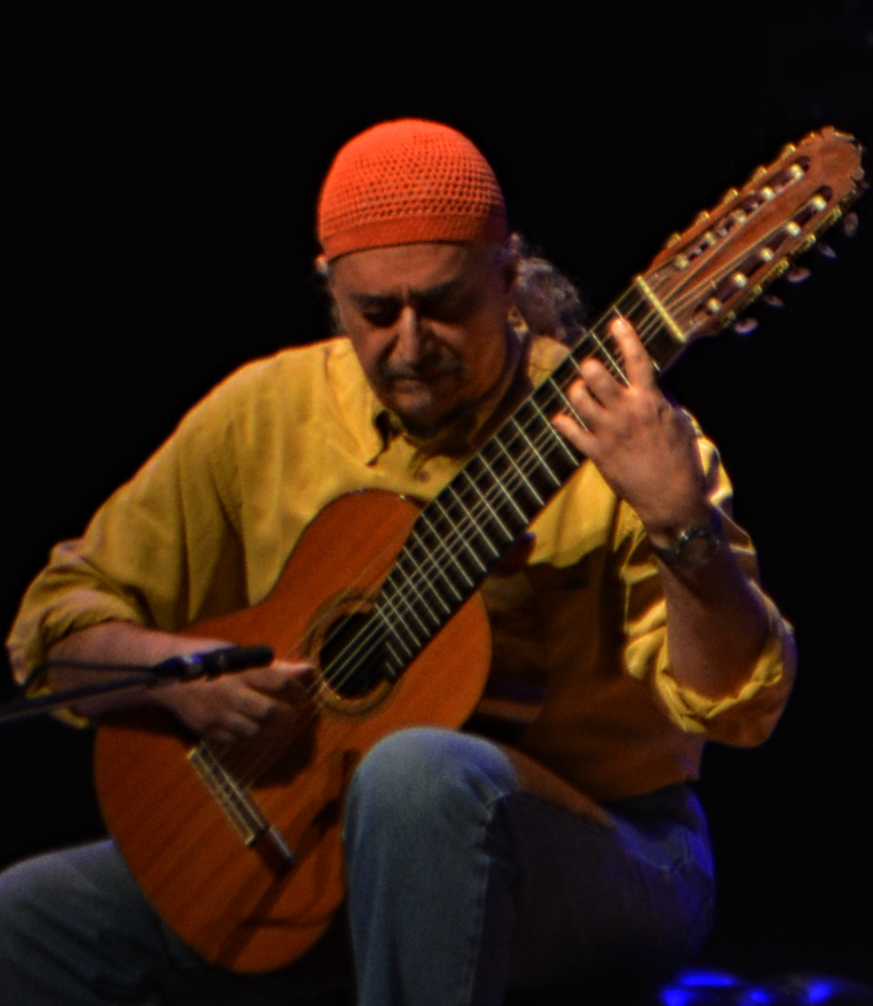
Egberto Gismonti en 2017.

La carrière musicale d'Egberto Gismonti s'étend sur plus de cinq décennies, avec plusieurs périodes.

## Œuvre
(septembre 2020).

### Albums
- Egberto Gismonti - 1969 - Brazil
- Sonho 70 - 1970 - Brazil
- Janela De Ouro - 1970 - France
- Computador - 1970 - France
- Orfeo Novo - 1971 - Germany
- Água & Vinho - 1972 - Brazil[9]
- Egberto Gismonti - 1973 - Brazil
- Academia De Danças - 1974 - Brazil
- Egberto Gismonti, Naná Vasconcelos, Hermeto Pascoal, Palle Danielsson & Daniel Humair - Live In Berlin - 1975 - Germany
- Coraçoes Futuristas - 1976 - Brazil
- Dança Das Cabeças - 1976 - Germany
- Carmo - 1977 - Brazil
- Sol Do Meio Dia - 1978 - Germany
- No Caipira - 1978 - Brazil
- Solo - 1979 - Germany
- E. Gismonti & N. Vasconcelos & W. Smetak - 1979 - Brazil
- Magico - avec Charlie Haden et Jan Garbarek - 1980 - Germany
- Circense - 1980 - Brazil
- Folk Songs - avec Charlie Haden et Jan Garbarek - 1981 - Germany
- Em Famiglia - 1981 - Brazil
- Sanfona - 1981 - Germany
- Fantasia - 1982 - Brazil
- Guitar From ECM - 1982 - France
- Sonhos De Castro Alves - 1982 - Brazil
- Cidade Coraçao - 1983 - Brazil
- Egberto Gismondi & Hermeto Paschoal - 1983 - Brazil
- Works - 1984 - Germany
- Egberto Gismonti - 1984 - Brazil
- Duaz Vozes - 1985 - Germany
- Trem Caipira - 1985 - Brazil
- Alma - 1986 - Brazil
- Feixe De Luz - 1988 - Brazil
- Pagador De Promessas - 1988 - Brazil
- Dança Dos Escravos - 1989 - Germany
- Kuarup - 1989 - film music score - Brazil
- Duo Gismonti/Vasconcelos - 1989 - live recording - East Germany
- Infância - 1990 - West Germany
- Poetic Anthology of Joao Cabral De Mello E Neto - 1979 - Brazil
- Poetic Anthology of Ferreira Gullar - 1979 - Brazil
- Poetic Anthology of Jorge Amado - 1980 - Brazil
- Children’s Music - A Viagem Do Vaporzinho Tereré- with Dulce Bressante - 1980 - Brazil
- Children’s Music - O Pais Das Aguas Luminosas - 1980 - Brazil
- Children’s Music - O Girigivel Tereré- with Francis Hime - 1980 - Brazil
- Amazônia - 1991 - film music score - Brazil
- El Viaje - 1992 - film music score - France
- Casa Das Andorinhas - 1992 - Brazil
- Musica De Sobrevivéncia - 1993 - Germany
- Egberto Gismonti - 1993 - Live at the 87 Festival in Freiburg Proscenium - CDV - Germany
- Egberto Gismonti - 1993 - Live at 93 São Paulo -Tom Brazil - Brazil
- Zigzag - 1996 (ECM)
- Meeting Point - 1997 (ECM)
- In Montreal - 2001 (ECM) with Charlie Haden
- Saudações - 2009 (ECM) with Alexandre Gismonti
- Magico: Carta de Amor - 2012 (ECM) Live archive from 1981 with Haden & Garbarek

### Albums en tant que producteur et/ou arrangeur
- Dulce Nunes - O Samba Do Escritor - 1968 - Brazil
- Maysa - 1969 - Brazil
- Agostinho dos Santos - 1969 - Brazil
- Marie Laforêt - 1970 - France
- Johnny Alf - Nos - 1973 - Brazil
- Airto Moreira - Identity - 1975 - USA
- A Barca do Sol (pt) - 1975 - Brazil
- Flora Purim - Open Your Eyes, You Can Fly - 1975 - Brazil
- Paul Horn - Altura Do Sol (High Sun) - 1976 - USA
- Wanderléa - Vamos Que Eu Ja Vou - 1977 - Brazil
- Marlui Miranda (en) - Olho D’Agua - 1979 - Brazil
- Nana Vasconcelos - Saudades - 1979 - Germany
- A Cor do Som (pt) - Intuição - 1984 - Brazil
- Bernard Wystraëte - Intromission - 1985 - France

### Productions et/ou Performances comme musicien chez Carmo/LPs réalisées au Brésil
- André Geraissati (pt) - Entre Duas Palavras - 1983
- Nando Carneiro (pt) - Violão - 1983
- Luiz Eça - Luiz Eça - 1984
- Robertinho Silva (pt) - Bateria - 1984
- Piry Reis - Caminho Do Interior - 1984
- Aleuda - Oferenda - 1984
- Antonio José - Un Mito Uma Coruja Branca - 1984
- Carioca - Sete Dias, Sete Instrumentos, Musica - 1984
- Grupo Papavento - Aurora Dorica Para O Embaixador De Jupiter - 1984
- Artistas Carmenses - Carmo Ano 1 - 1985
- Luigi Irlandini - Azul E Areira - 1985
- Mu - Meu Continente Encontrado - 1985
- William Senna - O Homen Do Madeiro - 1985
- Nando Carneiro (pt) - Mantra Brasil - 1986
- Luiz Eça, Robertinho Silva et Luiz Alves - Triângulo - 1986
- Marco Bosco - Fragmentos Da Casa - 1986
- Piry Reis - Rio Zero Grau - 1986
- Fernando Falçao - Barracas Barrocas - 1987

### Productions et/ou Performances comme musicien chez Carmo/LPs réalisées hors Brésil
- Arvore - Egberto Gismonti, group and Orchestra - 1991
- Circense - Egberto Gismonti, group and Orchestra - 1991
- Violão - Nando Carneiro - 1991
- Kuarup - Egberto Gismonti, group and Orchestra - 1991
- Academia De Danças - Egberto Gismonti, group and Orchestra -1992
- Trem Caipira - Egberto Gismonti group - 1992
- Nó Caipira - Egberto Gismonti, group and Orchestra - 1992
- Amazonia - Egberto Gismonti group - 1992
- 7 Dias, 7 instrumentos, musica - Carioca - 1992

### Musique pour ballets
- Maracatu / Choreography of Décio Otero with Ballet Stagium - 1974 - Brazil
- Coraçoes Futuristas / Choreography of Vitor Navarro with Corpo De Baile Do Teatro Municipal De *São Paulo - 1976 - Brazil
- Conforme A Altura Do Sol, Conforme A Altura Da Lua / Choreography of Décio Otero with Ballett *Stagium - 1978 - Brazil
- Dança Das Cabeças / Choreography of Décio Otero with Ballet Stagium - 1978 - Brazil
- Construçao / Choreography of Klaus e Angel Vianna - 1978 - Brazil
- Sonhos De Castro Alves / Choreography of Antonio Carlos Cardoso with the Corpo De Baile Do Teatro *Castro Alves - Salvador - 1982 - Brazil
- Variaçoes / Choreography of Graziela Figuerca with Grupo Coringa - 1984 - Brazil
- Pantanal / Choreography of Décio Otero with the Ballet Stagium - 1986 - Brazil
- Variações Sobre Villa Lobos / Choreography of Décio Otero with the Ballet Stagium - 1987 - Brazil
- Maracatu / Choreography and performance of Ballet Babinka - 1986 - Uruguay
- Jogo De Buzios / Choreography of Antonio Carlos Cardoso with the Corpo De Baile Do Teatro Castro *Alves - 1988 - Brazil
- Natura / Chorégraphie de Laura Dean Dancers and Musicians - 1988 - Live music performance in USA
- Sonhos De Castro Alves 2 / Choreography of Victor Navarro with the Corpo De Baile Do Teatro Castro Alves - 1988 - Brazil
- Inconfidentes / Choreography of various choreographs with the Corpo De Baile De Teatro Palacio Das Artes - 1988 - Brazil
- Iemanja / Choreography of Joe Alegado with Tanz-Forum (Opera’s Ballet of Cologne) - 1990 - live music performance at Philharmonic of Köln - Germany
- Danças Solitarias / Choreography of Jochen Ulrich with Tanz-Forum (Opera’s Ballet of Cologne) - 1990 - performance at Philharmonic of Köln - Germany
- 7 Anéis / Choreography of Jochen Ulrich with Tanz-Forum (Opera’s Ballet of Cologne) - 1990 - performance at Philharmonic of Köln - Germany
- Carmen / Choreography of Jochen Ulrich with Tanz-Forum (Opera’s Ballet of Cologne) - 1993 - performance at Köln, Ludwigsburg and Ludwigshafen - Germany

### Musique de films
- A Penultima Donzela / Directed by Fernando Amaral - 1969 - Brazil
- Em Famiglia / Directed by Paulo Porto - 1971 - Brazil
- Confissões do Frei Abóbora / Directed by Braz Chediak -1972 - Brazil
- Janaina / Directed by Olivier Perroy - 1973 - Brazil
- Terra do Guaraná / documentary - 1974 - Brazil
- Quem tem Medo do Lobisomem / Directed by Reginaldo Farias - 1973 - Brazil
- Nem os Bruxps Eacapam / Dorected by Valdir Ercolani - 1974 - Brazil
- Polichinelo / Directed by Jean Pierre Albicoco - 1975 - Brazil
- Raoni / dirigé par Jean-Pierre Dutilleux - 1976 - France
- Parada 88 / Directed by José by Anchieta - 1977 - Brazil
- Cruising / Directed by William Frietkin - 1979 - USA
- Ato by Violência / Directed by Eduardo Escorel - 1980 - Brazil
- Pra Frente Brasil / Directed by Roberto Farias - 1981 - Brazil
- Euridyce / Dir. by Mauro Alice / Documentary - 1983 - Brazil
- Avaeté / Directed by Zelito Vienna - 1985 - Brazil
- La Bela Palomera / Directed by Rui Guerra - 1987 - Brazil
- Kuarup / Directed by Rui Guerra - 1988 - Brazil
- Amazonia / Directed by Monti Aguirre - 1990 - USA
- El Viaje / Directed by Fernando Solanas - 1991 - Argentina

### Musique de séries télévisées
- As Nadadoras / (Art Video) TV Manchete de Mariza Alvares Lima - 1986 - Brazil
- ? - Diadorim / (Art Video) de José de Anchieta - 1987 - Brazil
- Pantanal / (Documentaire) TV Manchete de Washington Novaes - 1986 - Brazil
- O Pagador De Promessas / (Mini-série de 15 épisodes) TV Globo de Dias Gomes, direction Tizuca Yamasaki - 1988 - Brazil
- Um Grito Pela Vida / Conservation International Production - Haroldo et Flavia Castro - 1991 - USA
- Amazonia Parte II / (série de 120 épisodes) TV Manchete de T. Yamsaki et Regina Braga, dir. Tizuca Yamasaki - 1992 - Brazil
- Kuarup / (Mini-série de 5 épisodes ) TV Manchete de Rui Guerra - 1992 - Brazil

### Musique pour théâtre (Brésil)
- Maria Minhoca / de Maria Clara Machado (pt) - 1969
- Encontro No Bar / de Braulio Pedroso / dirigé par Celso Nunes avec Camila Amado et Zanoni Perrite - 1973
- Seria Comico Se Nao Fosse Serio / de Durrenmat / dirigé par Celso Nunes avec Fernanda Montenegro, Mauro Mendoça et Fernando Torres - 1974
- Festa de Sabado / de Braulio Pedroso & Geraldo Carneiro, dirigé par Daniel Filbo et Antonio Pedro avec Camila Amado et Antonio Pedro - 1976
- O Pequeno Principe / de Antoine de Saint-Exupery avec Carlos Vereza et Susane Carvalho - 1978
- Dor De Amor / de Braulio Pedroso, dirigé par Paulo Cesar Pereio avec Paulo Cesar Pereio et Scarlet Moon - 1976
- Bandeira Dos Cinco Milreis / de Geraldo Carneiro, dirigé par Aderbal Jr. avec Maria Padiha et Marco Nanini - 1985
- Passageiro Da Estrela, dirigé par Sergio Fonta, avec Lidia Brondi - 1984
- O Homen Sobre o Parapeito Da Ponte / de Guy Poissy avec Carlos Vereza et Clemente Vizcaino - 1987
- Sonhos De Una Noite De Verão / de William Shakespeare, dirigé par Werner Herzog - 1992 pour Exp

### Musique pour expositions (peintres, sculpteurs)
- Os Muito Universos / by Miralda Pedroso (installation) - 1985
- Ita-Parica / (Fragmentos de uma exposiçao) by Miralda Pedroso (installation) - 1985
- Figueira Branca / by Akiko Fujita (Sculpture & Installation) - 1986
- Os Sete Aneis / by Antonio Peticov (Sculpture) - 1986

### Œuvres écrites pour différents ensembles
- Music for 48 Strings - dedicated to Igor Strawinsky
- Ritmos & Danças - guitar and Orchestra - dedicated to Léo Brower[pas clair]
- Dança das Sombras - Chamber Orchestra - 1983
- 10 Guitar Studies - 1979/1990
- 10 Strings Quartet - 1987/1990
- Songbook - released by Editions Gismonti - 1989/1990
- 10 Piano Studies - 1989/1990
- Musica de Sobrevivência - Symphonic Music commissioned by Sec. Cultura de São Paulo - 1990
- Realejo - Chamber Orchestra - 1991
- Strawa no Sertão - Chamber Orchestra - 1991
- Cabinda, a cantiga dos Espiritos - (5 movements) Symphonic Music commissioned by Zürich Symphonic Orchestra - 1992
- Imagem & Variações - Symphonic Music commissioned by São Paulo Symphonic Orchestra - 1992
- Strawa no Sertão, Maxixe - Symphonic Music commissioned by Copenhagen Symphonic Orchestra - 1993
- Lundú - Symphonic Music commissioned by Copenhagen Symphonic Orchestra - 1993
- Forró - Symphonic Music commissioned by Orchestra Symphonic of Bahia - OSBA - 1993
- Frevo - Symphonic Music commissioned by Cordoba Symphonic Orchestra 1993
- Dança dos Escravos - Symphonic Music commissioned by Cordoba Symphonic Orchestra - 1993

### Previous ‘94 Releases & Works
- Gismonti & Vasconcelos - Live at ‘87 Montreux Jazz Festival - Warner Bros. CD
- Gismonti & C. Haden - Live at ‘89 Montreal Jazz Festival - Polygram Classics CD
- Gismonti & Ars Nova - Gismonti Vocal Music - ECM Records CD
- Livro das Ignorânças - Music based in Manoel de Barros Poems - ECM Records CD
- Casa das Andorinhas - Music for ‘92 Brazilian TV Series - Carmo/ECM CD
- Bandeira do Brasil - Compilation of E. Gismonti works - Carmo/ECM CD
- Song Book number 2 - Mundiamusic & Ed. Gismonti - Switzerland - songbook
- Music for Strings Quartet - Mundiamusic & Ed. Gismonti - Switzerland - music book

## Récompenses et distinctions
- 1969 : Hibou d'or de la meilleure musique pour A Penúltima Donzela

## Crédit d'auteurs
- (pt) Cet article est partiellement ou en totalité issu de l’article de Wikipédia en portugais intitulé « Egberto_Gismonti » (voir la liste des auteurs).

- (en) Cet article est partiellement ou en totalité issu de l’article de Wikipédia en anglais intitulé « Egberto Gismonti » (voir la liste des auteurs).